# Richard Chace Tolman
Richard Chace Tolman (Newton (Massachusetts), 4 marzo 1881 – Pasadena, 5 settembre 1948) è stato un fisico, matematico e chimico statunitense.

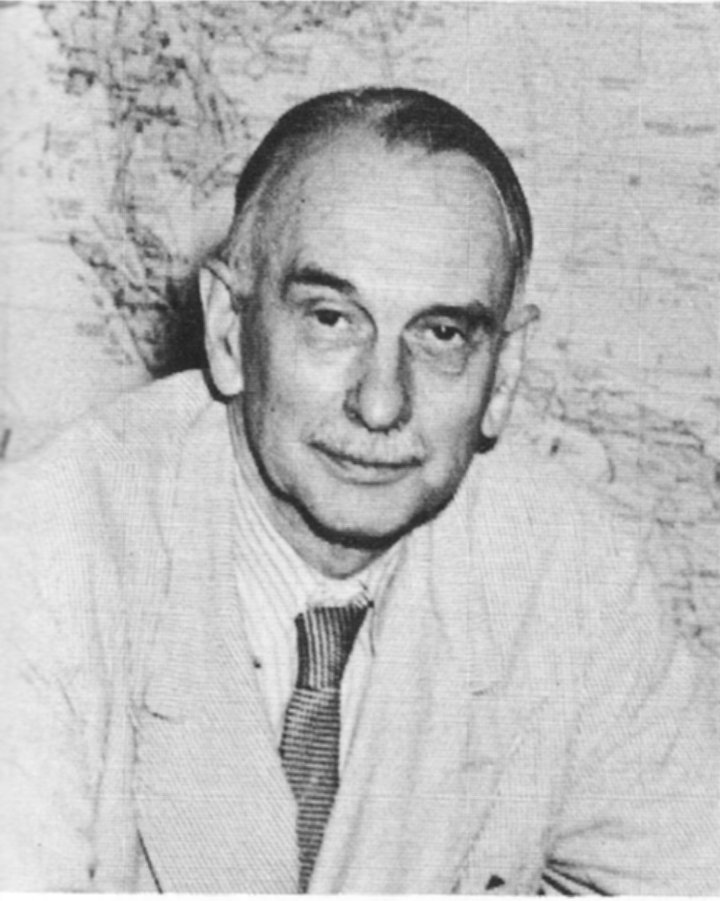
Richard C. Tolman nel 1942.

Professore di chimica fisica e fisica matematica al California Institute of Technology, fu considerato un'autorità nella meccanica statistica e diede un contributo importante allo sviluppo della cosmologia ai suoi esordi. 

## Biografia
Nato a Newton, nel Massachusetts, fratello maggiore dello psicologo Edward Tolman, Richard Tolman studiò ingegneria chimica al Massachusetts Institute of Technology, ricevendo il bachelor's degree nel 1903 e il Doctor of Philosophy (dottorato di ricerca) nel 1910.
Nel 1912, due anni dopo aver terminato gli studi, contrubuì alla definizione del concetto di massa relativistica: “l'espressione m0(1 − v2/c2)−1/2 è la più adatta per la massa di un corpo in movimento”.
Tolman divenne docente al California Institute of Technology nel 1922, dove fu professore di chimica fisica e fisica matematica, e successivamente decano della facoltà universitaria. Fu suo studente Linus Pauling, al quale Tolman spiegò l'equazione di Schrödinger e la meccanica quantistica. 

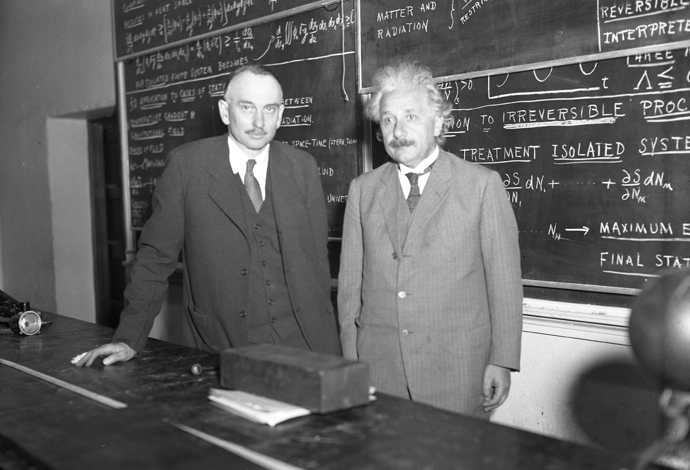
Richard Tolman e Albert Einstein al Caltech nel 1932.

Come esperto di meccanica statistica, Tolman scrisse un libro nel 1927 basato sulla teoria dei quanti. A questo seguì, nel 1938, un'opera completamente nuova, la quale includeva i dettagli dell'applicazione della meccanica statistica sia ai sistemi classici, sia ai sistemi quantistici. Quest'opera divenne la più diffusa per lo studio della meccanica statistica per diversi anni, ed è ancora oggi oggetto 
d'interesse. Tolman inoltre fu molto interessato alle applicazioni della termodinamica ai sistemi relativistici e alla cosmologia. I suoi studi in questo campo inclusero indagini sull'ipotesi dell'universo oscillante; inoltre nel 1934 dimostrò che le radiazioni di un corpo nero in un universo in espansione si raffreddano ma rimangono termiche - un risultato fondamentale per le proprietà della radiazione cosmica di fondo.
Durante la seconda guerra mondiale prestò servizio come consigliere scientifico del generale Leslie Groves sul Progetto Manhattan, e al tempo della sua morte era capo consigliere di Bernard Baruch, il rappresentante statunitense alla Commissione delle Nazioni Unite per l'Energia Atomica.
Ogni anno la Tolman Medal, chiamata così in onore di Richard Tolman, è consegnata dalla sezione della California della American Chemical Society «in riconoscimento di eccezionali contributi alla chimica».